# General Dynamics

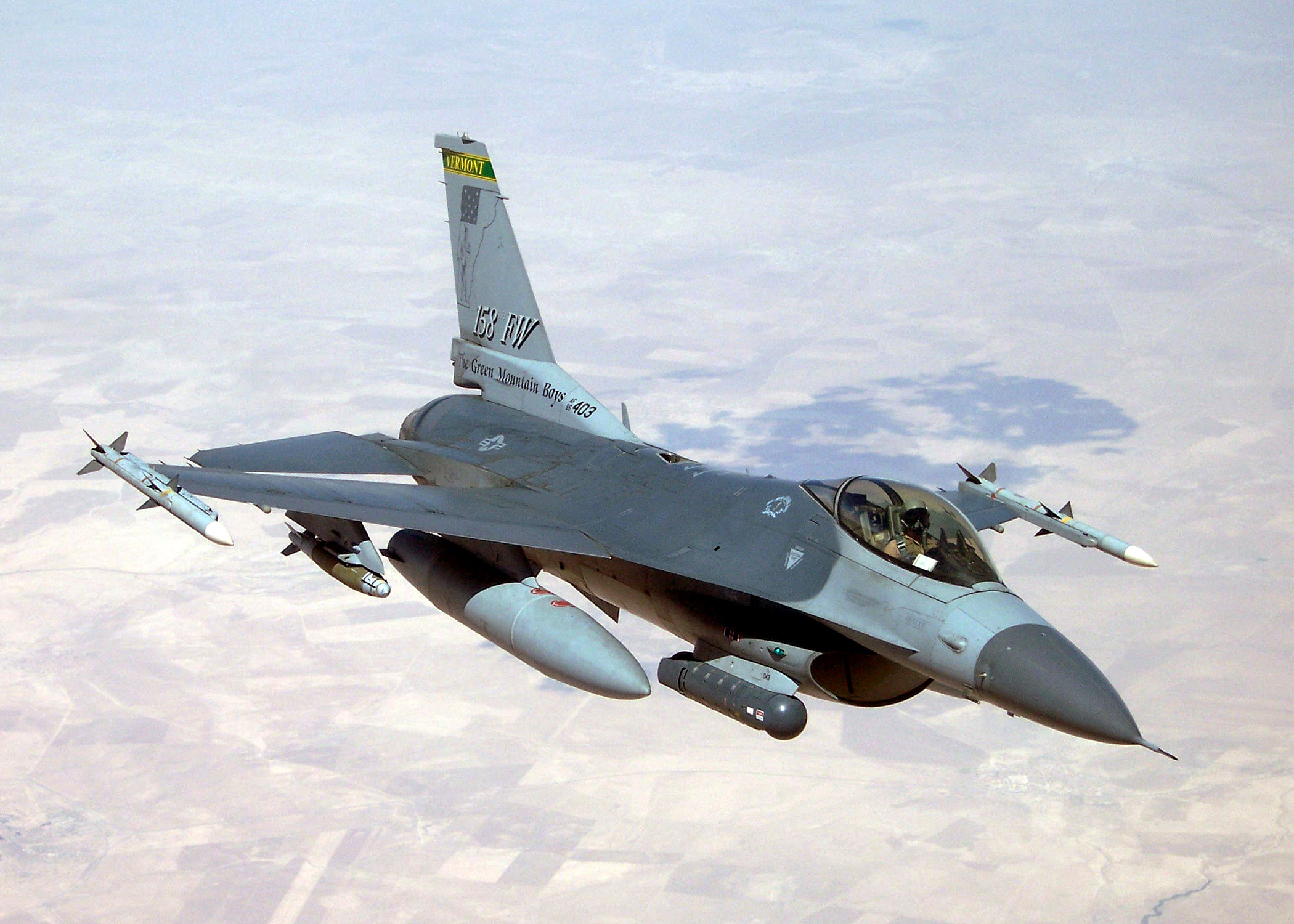
General Dynamics F-16 Fighting Falcon

General Dynamics je konglomerát zabývající se vojenskou výrobou a výzkumem. Dnešní podoba společnosti vznikla fúzemi s jinými firmami, odkupy konkurenčních společností a prodeji vlastních závodů. Aktivita společnosti je rozdělena do čtyř hlavních segmentů: námořní systémy, bojové systémy, informační systémy a technologie a letectví a kosmické systémy. Světově nejznámějším produktem General Dynamics je bezesporu F-16 Fighting Falcon, jehož výrobu však převzal v roce 1993 Lockheed. V současné době (leden 2009) se jedná o čtvrtou největší zbrojní společnost na světě, s čistým ziskem 2,07 miliardy dolarů ročně (za rok 2007).

## Stručná historie

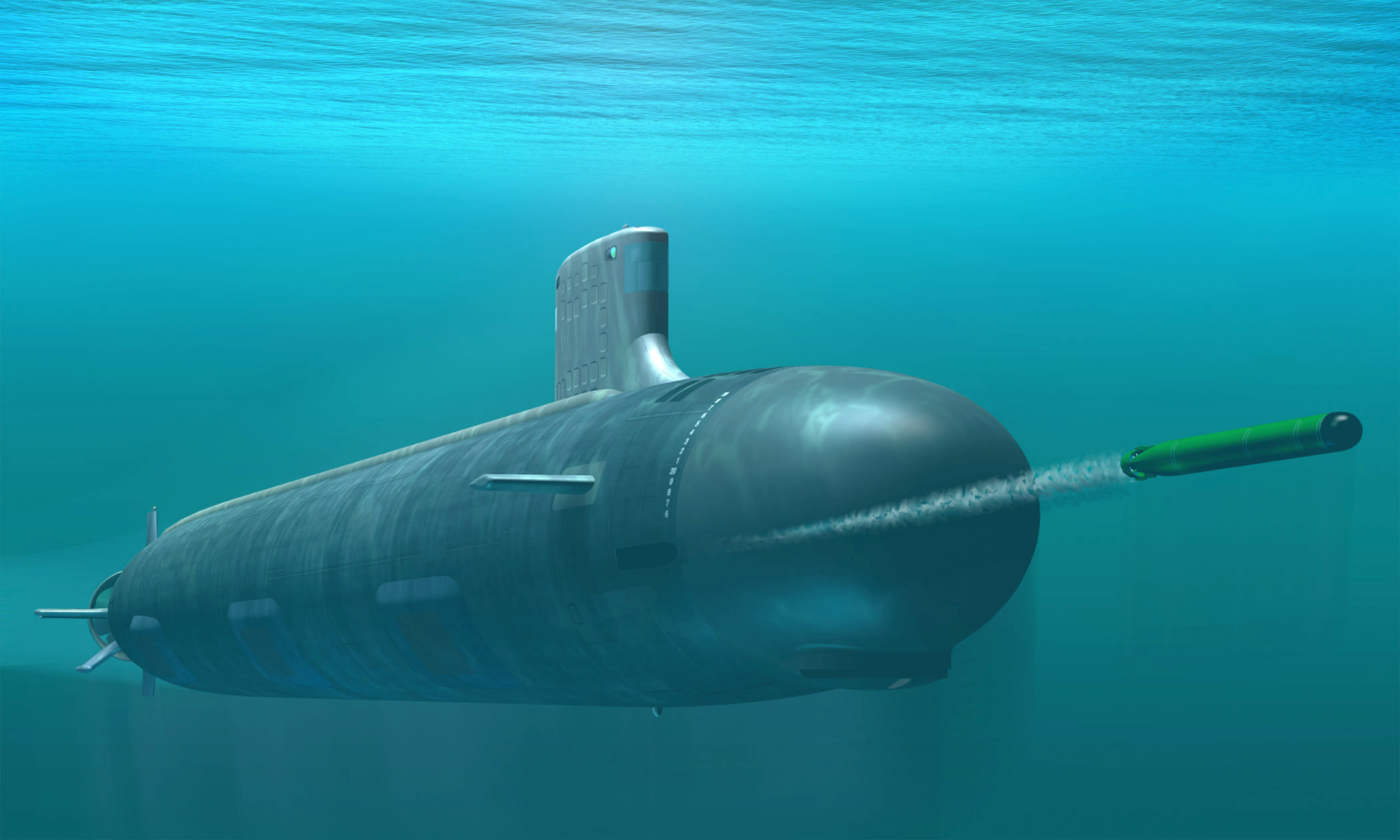
ponorka třídy Virginia

Společnost General Dynamics vznikla v roce 1952 sloučením společností Electric Boat Company, Canadair Ltd. a dalších. O rok později odkoupila Společnost Convair, která vyvíjela balistické rakety SM-65 Atlas a později i kosmické nosné rakety Atlas. Společnost dále odkupovala další firmy a rostla až do roku 1976, kdy byla divize Canadair odprodána zpět Kanadské vládě a společnost se pomalu začala zaměřovat na pozemní systémy. Začátkem 90. let 20. století se firma začala rychle zbavovat divizí zabývajících se leteckou výrobou a přecházet na výrobu obrněných vozů.
- 1982 – odkup obranné divize Chrysleru
- leden 1992 – odprodána Cessna
- květen 1992 – odprodáno výrobní zařízení řízených střel v San Diegu
- březen 1993 – odprodáno letecké výrobní zařízení ve Fort Worth (výroba F-16) Lockheedu
- 1994 – odprodána divize Space Systems (Vesmírné systémy) společnosti Martin Marietta
- 1994 – odprodán zbytek divize Convair firmě McDonnell Douglas
- 1999 – odkup Gulfstream Aerospace
- 2003 – odkup obranné divize General Motors

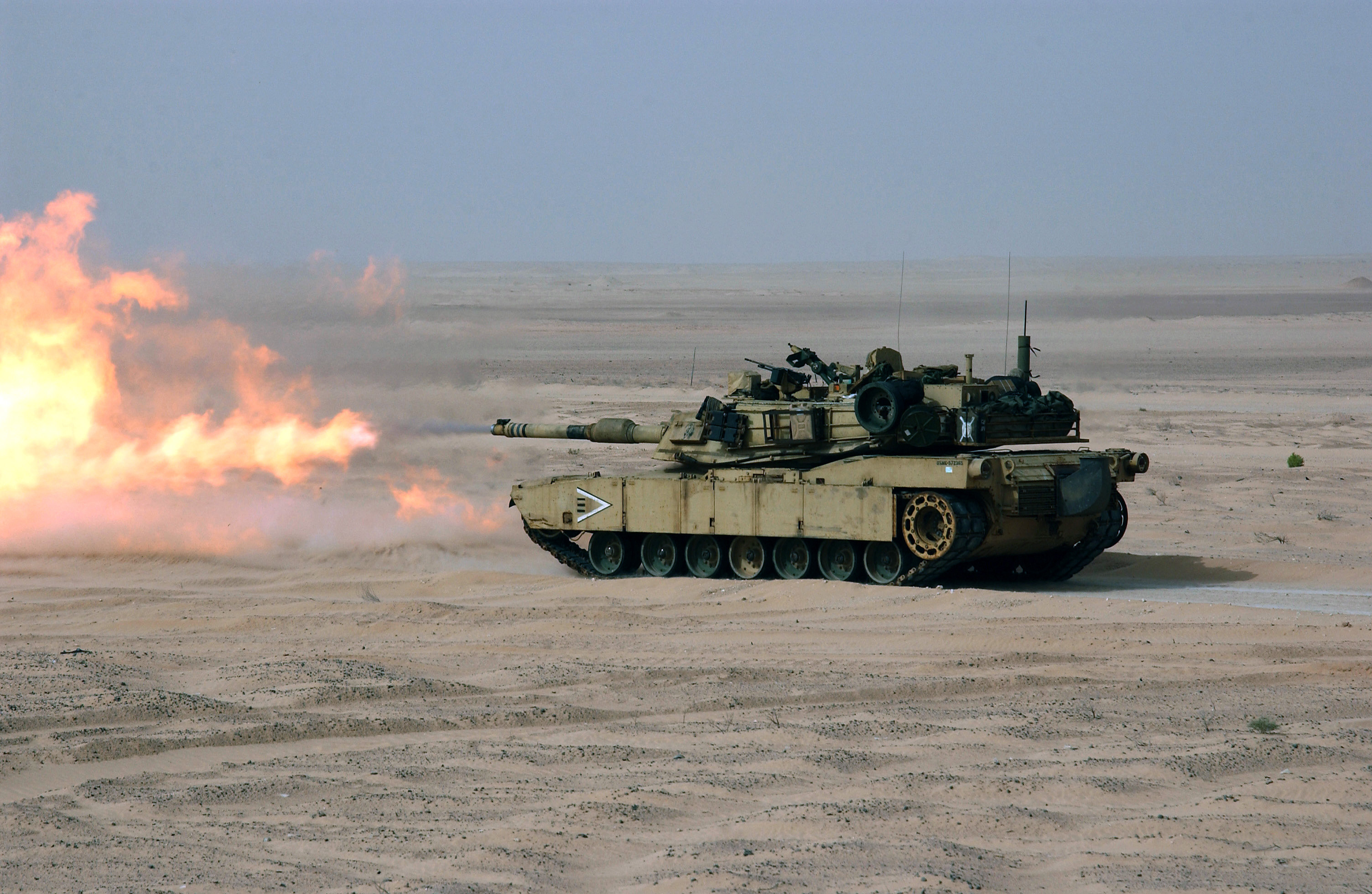
M1 Abrams

General Dynamics je v současné době největším dodavatelem amerických obrněných vozidel a podílí se na výrobě všech typů používaných americkou armádou.

## Výrobky
- letadla
  - divize Convair
    - F-106 Delta Dart
    - B-58 Hustler
    - F-102 Delta Dagger

  - F-111
  - F-16 Fighting Falcon
- obrněná vozidla
  - M1 Abrams
  - IAV Stryker
  - LAV-25
- lodě
  - ponorky třídy Ohio
  - ponorky třídy Virginia
- rakety
  - SM-65 Atlas
  - nosné rakety Atlas